# NGC 5490C
NGC 5490C (другие обозначения — MCG 3-36-69, ZWG 103.100, Arp 79, KUG 1407+178, PGC 50584) — спиральная галактика (Sbc) в созвездии Волопас.
Этот объект не входит в число перечисленных в оригинальной редакции «Нового общего каталога» и был добавлен позднее. Он также включён в атлас пекулярных галактик.